# Formel von W. K. B. Holz
Die Formel von W. K. B. Holz, benannt nach Walter K. B. Holz (1908–1993), ist eine mathematische Formel, welche im Übergangsfeld zwischen Dreiecksgeometrie und Kreisgeometrie angesiedelt ist und mit deren Hilfe der Radius des inneren Soddy-Kreises eines Dreiecks der euklidischen Ebene berechnet werden kann. Die Formel von Holz steht in direkter Verwandtschaft zum Satz von Descartes.

## Darstellung der Formel
Die Formel besagt folgendes:
Gegeben sei ein beliebiges Dreieck {\displaystyle ABC} der euklidischen Ebene  {\displaystyle \mathbb {R} ^{2}} .
Es seien – wie üblich  – die Seitenlängen mit {\displaystyle a,b,c}, der halbierte Umfang mit {\displaystyle s}, der Inkreisradius mit {\displaystyle r} und die drei Ankreisradien mit {\displaystyle r_{a},r_{b},r_{c}}  bezeichnet.
Für {\displaystyle (X,x)\in \{(A,a),(B,b),(C,c)\}} sei {\displaystyle {\mathcal {K}}_{X}} der jeweilige Kreis um den Eckpunkt {\displaystyle X} mit dem Radius {\displaystyle s-x} und dabei sei {\displaystyle {\mathcal {K}}} der innere Soddy-Kreis zu diesen drei Kreisen.
Der Radius von {\displaystyle {\mathcal {K}}} sei {\displaystyle \sigma }.
Dann gelten folgende Gleichungen:
(I) {\displaystyle {\frac {1}{r}}={\frac {1}{r_{a}}}+{\frac {1}{r_{b}}}+{\frac {1}{r_{c}}}}
(II) {\displaystyle {\frac {1}{\sigma }}={\frac {1}{s-a}}+{\frac {1}{s-b}}+{\frac {1}{s-c}}+{\frac {2}{r}}}

## Erläuterungen, Hinweise und weitere Formeln
- Es wird hier unter einem Kreis stets eine Kreislinie verstanden, also eine {\displaystyle 1}-dimensionale kompakte Teilmenge der euklidischen Ebene {\displaystyle \mathbb {R} ^{2}}. Ein Kreis {\displaystyle {\mathcal {k}}\subset \mathbb {R} ^{2}} ist danach von der ihm zugehörigen Kreisscheibe {\displaystyle \operatorname {conv} ({\mathcal {k}})\subset \mathbb {R} ^{2}}, also von seiner konvexen Hülle, zu unterscheiden.
- Über Soddy-Kreise und zugehörige Fragen zu Berührkreisen haben neben Frederick Soddy auch Jakob Steiner und Ludwig Bieberbach gearbeitet.[3]
- H. S. M. Coxeter zufolge existiert der oben beschriebene Kreis {\displaystyle {\mathcal {K}}} stets. Coxeter spricht dabei nicht explizit vom inneren Soddy-Kreis, sondern umschreibt diesen. Es ist derjenige Berührkreis der drei Kreise {\displaystyle {\mathcal {K}}_{X}}, in dessen Äußerem {\displaystyle \mathbb {R} ^{2}\setminus {\operatorname {conv} ({\mathcal {K}})}} alle drei Eckpunkte des Dreiecks liegen. Es lässt sich also sagen  – und so beschreibt es auch Coxeter – dass der innere Soddy-Kreis derjenige Berührkreis der drei Kreise {\displaystyle {\mathcal {K}}_{X}} ist, der von den dreien eingeschlossen wird.[2]
- Anders als im Falle des inneren Soddy-Kreises muss ein äußerer Berührkreis {\displaystyle {\mathcal {K}}^{'}} zu den drei Kreisen {\displaystyle {\mathcal {K}}_{X}}, also einer, dessen Kreisscheibe {\displaystyle {\operatorname {conv} }({\mathcal {K}}^{'})} sämtliche Eckpunkte des Dreiecks und die drei {\displaystyle {\mathcal {K}}_{X}} enthält, nicht in jedem Falle existieren. Dies gilt Coxeter zufolge insbesondere für den Fall, dass das Dreieck {\displaystyle ABC} sehr «stumpf» ist.[4]
- Ist {\displaystyle S} der Mittelpunkt von {\displaystyle {\mathcal {K}}}, so gilt hinsichtlich seiner Abstände zu den drei Eckpunkten des Dreiecks:[5]

(III) {\displaystyle {\overline {SX}}=\sigma +s-x\;\;(\,(X,x)\in \{(A,a),(B,b),(C,c)\}\,)}
- Es gilt die folgende Gleichung:[6]

(IV) {\displaystyle {\frac {2}{(s-a)^{2}}}+{\frac {2}{(s-b)^{2}}}+{\frac {2}{(s-c)^{2}}}+{\frac {2}{{\sigma }^{2}}}=({\frac {1}{s-a}}+{\frac {1}{s-b}}+{\frac {1}{s-c}}+{\frac {1}{\sigma }})^{2}}